# Inez Svensson
Gudrun Inez Linnea Svensson, född 28 mars 1932 i Mariestad, död 22 juli 2005, var en svensk textilkonstnär och tecknare. 

## Biografi
Inez Svensson var dotter till Gustav Svensson och Ester Olson. Hon studerade för Göta Trägårdh vid Anders Beckmans skola i Stockholm och vid School of the Art Institute of Chicago samt under resor till Frankrike, Italien och USA. Hon tilldelades ett stipendium från Svenska slöjdföreningen 1955 och knöts samma år av Göta Trägårdh som medarbetare vid textilfirman Stobo i Stockholm. Tillsammans arbetade de upp företaget till ett av de främsta i landet med textil och mönsterritning och kunde därmed knyta ytterligare fria konstnärer och arkitekter till Stobo. Vid sidan av exklusiva tryckta inredningstyger utförde man en mängd anonyma vardagsvaror som gardiner, draperier och möbeltyger. Svensson var under några år även konstnärlig ledare för Borås Wäfveri mellan 1957 och 1967 samt ritade mönster för Sten Hultbergs textiltryckeri samt Wahlbecks tryckeri i Linköping. Som representant för de olika textilföretagen medverkade hon i ett flertal konsthantverksutställningar och hon medverkade ett flertal gånger på Triennalen i Milano samt svenska utställningar i Amerika. Som tecknare medverkade hon i Nationalmuseums utställning Unga tecknare och i utställningarna Naket samt Negress på 1950-talet hon var även anlitad av Dagens nyheter och veckopressen som illustratör. Hon var en av grundarna av 10-gruppen. Inez Svensson var en av Sveriges mest färgstarka profiler inom design- och textilformgivning och under åren 1990–1996 var hon rektor för Konstfack. Hon gjorde även små filmroller i Carl Johan De Geers och Håkan Alexanderssons filmer på 1960- och 1970-talet. 
Svensson finns representerad vid Nationalmuseum i Stockholm och Victoria and Albert Museum